# Невооружённые немертины
Невооружённые немертины (лат. Anopla) — ранее выделявшийся класс червей из типа немертин (Nemertea). Характеризуется отсутствием стилетов на хоботе, а также наличием разделённых рта и ринхопоры (отверстие хобота). Таксон является парафилетическим, но использовался практически во всех научных классификациях до 2010-х годов. В 2018 году название Anopla предложено вывести из употребления и использовать классы Palaeonemertea и Pilidiophora.